# إيدر لوسيانو
إيدر لوسيانو (بالبرتغالية: Éder Luciano‏) الشهير باسم إيدينهو (بالبرتغالية: Edinho‏) (ولد في 31 مايو 1982 في كارياسيكا) هو لاعب كرة قدم برازيلي يلعب كمهاجم في ماكاي بالدرجة الثالثة.

## المسيرة الرياضية

### مس كرمان والشارقة
لعب مع نادي مس كرمان الإيراني من 2008 إلى 2011 ثم انضم إلى الشارقة الإماراتي في 2011. عاد إلى مس كرمان في 2013.

### تراكتور سازي
في 26 يوليو 2014 وافق إيدينهو على عقد لمدة عام واحد مع نادي تراكتور سازي الإيراني ووقع العقد في اليوم التالي.

### السيلية
انضم إيدينهو إلى نادي السيلية القطري في يوليو 2015.

### ديسبورتيفا فيروفياريا
لعب إدينيو لفريقه السابق ديسبورتيفا كابيزابا في بطولة ولاية كابيزابا 2016. فاز بلقب البطولة وسجل خمسة أهداف. كما تم اختياره أفضل لاعب في البطولة.

### تراكتور سازي
في 13 يونيو 2016 عاد إيدينهو إلى ناديه السابق تراكتور سازي بعقد لمدة عام واحد. سجل هدفه الأول في 25 يوليو 2016 بالتعادل 2-2 مع نادي بديده. في ربيع عام 2017 أعلن أنه سيترك تراكتور سازي في نهاية الموسم. في آخر مباراة له مع تراكتور سازي في 4 مايو 2017 ضد نادي نفط طهران سجل إيدنهو الهدف الوحيد في الدقيقة 94 ليضمن الفوز 1-0 لصالح تراكتور سازي.